# Lira sabauda
La lira sabauda fu l'unità monetaria del Regno di Sardegna dal 1816 fino al conseguimento dell'unità nazionale nel 1861. Era suddivisa in centesimi.

## Storia
Nel 1800 a seguito della battaglia di Marengo Napoleone Bonaparte decise la creazione della Repubblica Subalpina dove venne imposto lo standard monetario francese che rimpiazzò lo scudo piemontese, in Sardegna invece rimase ancora in uso il cagliarese e le altre divisioni dello scudo sardo. Con il Congresso di Vienna il Regno di Sardegna tornò ai Savoia i quali reintrodussero lo scudo piemontese e quello sardo. In breve però Vittorio Emanuele I decise di coniare una nuova valuta basata sullo standard del franco francese e della lira italiana napoleonica, così con la Regia Patente del 6 agosto 1816 fu introdotta la lira sabauda. Inizialmente fu coniata in soli due tagli: 20 lire di 6,45 g d'oro 900‰ e 5 lire di 25 g d'argento 900‰. In base al contenuto del metallo prezioso il tasso di cambio con le valute precedenti era di:
- 1 scudo piemontese = 5,08 lire sabaude
- 1 scudo sardo = 3,05 lire sabaude[4]

Man mano che il Regno di Sardegna occupò gran parte degli altri stati italiani preunitari, la monetazione sarda si sostituì ai sistemi monetari di questi. Quando nel 1861 il Regno di Sardegna assunse il nome di Regno d'Italia la lira sarda divenne lira italiana.
Poiché la lira sarda decimale deriva dal franco francese e non dalla lira sarda settecentesca in alcune regioni (in Sardegna, Piemonte, Liguria, Lombardia, Veneto, Friuli ed Emilia), probabilmente per distinguere la nuova lira da quella prenapoleonica, essa veniva chiamata "franco". Questo uso si è mantenuto nei dialetti fino alla scomparsa della lira italiana.

## Monete
| Immagine | Valore       | Parametri tecnici | Parametri tecnici | Parametri tecnici | Anno di | Anno di | Anno di |
| Immagine | Valore       | Peso              | Diametro          | Composizione      | inizio  | fine    | ritiro  |
| -------- | ------------ | ----------------- | ----------------- | ----------------- | ------- | ------- | ------- |
|          | 1 centesimo  | 2 g               | 19 mm             | Cu 1000‰          | 1826    | 1847    | 1859    |
|          | 3 centesimi  | 6 g               | 23 mm             | Cu 1000‰          | 1826    | 1826    | 1859    |
|          | 5 centesimi  | 10 g              | 28 mm             | Cu 1000‰          | 1826    | 1826    | 1859    |
|          | 25 centesimi |                   |                   | Ag 900‰           | 1829    | 1833    | 1861    |
|          | 50 centesimi | 2,5 g             | 18 mm             | Ag 900‰           | 1823    | 1861    | 1861    |
|          | 1 lira       | 5 g               | 23 mm             | Ag 900‰           | 1823    | 1860    | 1861    |
|          | 2 lire       | 10 g              | 27 mm             | Ag 900‰           | 1823    | 1860    | 1861    |
|          | 5 lire       | 25 g              | 37 mm             | Ag 900‰           | 1816    | 1861    | 1861    |
|          | 10 lire      | 3,22 g            | 18 mm             | Au 900‰           | 1833    | 1860    | 1861    |
|          | 20 lire      | 6,45 g            | 21 mm             | Au 900‰           | 1816    | 1861    | 1861    |
|          | 40 lire      | 12,9 g            | 26 mm             | Au 900‰           | 1822    | 1831    | 1861    |
|          | 50 lire      | 16,12 g           | 27 mm             | Au 900‰           | 1833    | 1836    | 1861    |
|          | 80 lire      | 25,8 g            | 33 mm             | Au 900‰           | 1821    | 1831    | 1861    |
|          | 100 lire     | 32,25 g           | 34 mm             | Au 900‰           | 1832    | 1842    | 1861    |

I diversi sovrani del regno coniarono le seguenti monete:
- Vittorio Emanuele I: 5, 20, 80 lire
- Carlo Felice: 1, 3, 5, 25, 50 centesimi, 1, 2, 5, 20, 40 lire
- Carlo Alberto: 25, 50 centesimi, 1, 2, 5, 10, 20, 50, 100 lire
- Vittorio Emanuele II: 50 centesimi, 1, 2, 5, 10, 20 lire